# شیمی آلی تلوریم

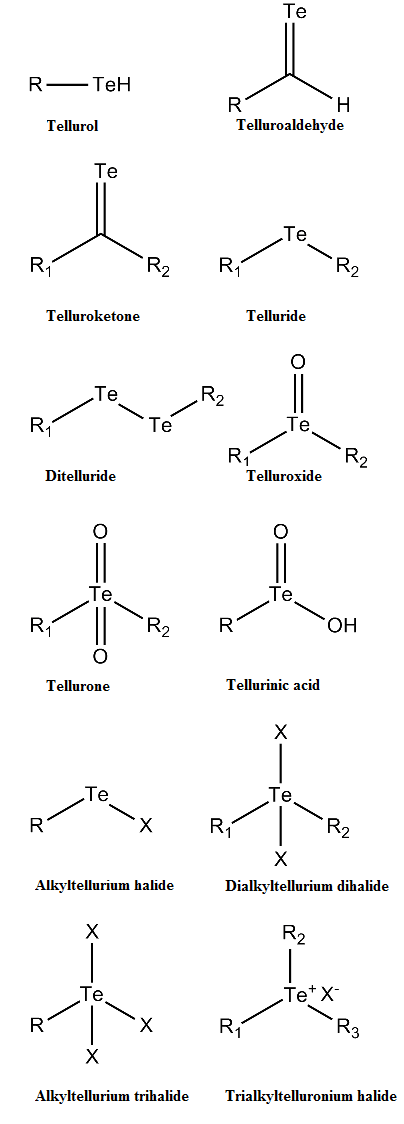
ساختار کلی برخی از ترکیبات آلی تلوریم

شیمی آلی تلوریم یا شیمی اورگانوتلوریم(به انگلیسی: Organotellurium chemistry) شاخه ای از علم شیمی آلی است که به بررسی خواص و واکنش‌های ترکیبات آلی که در آن پیوند کربن و تلوریم وجود دارد، می‌پردازد.